# Улица 1905 года (Москва)
У́лица 1905 го́да — улица в Москве в Пресненском районе Центрального административного округа между Краснопресненской набережной и Ваганьковским (Краснопресненским) путепроводом.

## Название
Своё нынешнее название улица получила в 1931 году в память декабрьского восстания 1905 года, основные столкновения которого произошли в окрестностях этой улицы. Тогда была переименована бывшая Воскресенская улица — она вела от Пресненской Заставы в сторону города Воскресенска мимо Ваганьковского кладбища. Имя этого города дублировалось ещё с одним Воскресенском в Московской же области, поэтому в 1930 году его по предложению жителей заменили на Истру (по имени реки Истры), так что название улицы утратило смысл.
Официальное название улицы — улица 1905 Года, однако орфографически правильнее — улица 1905 года.

## Нумерация
Улица начинается от Краснопресненской набережной, но нумерация домов начинается: на нечётной стороне от пересечения Мантулинской и Рочдельской, на чётной — только за площадью Краснопресненской Заставы . До этого участка разделена парком Декабрьского восстания с параллельно идущим Трёхгорным Валом, по которому также проходит весь общественный транспорт.

## Парк
Сквер между улицами 1905 года и Трёхгорным валом (именуется «Сквер 1905 года», «Парк Декабрьского восстания») образован в 1920 году. В начале сквера — памятник В. И. Ленину, далее, напротив Шмитовского проезда — пилон «Героям декабрьского вооружённого восстания 1905 года», установленный в 1920 году. Со стороны площади Краснопресненская Застава установлена скульптура И. Шадра «Булыжник — оружие пролетариата» (1927 г.), оригинал которой хранится в Третьяковской галерее, и гранитная стена, на которой начертаны слова В. И. Ленина «Подвиг пресненских рабочих не пропал даром. Их жертвы были не напрасны».

## Здания и сооружения
- 7с1 — здание издательства газеты «Московская правда» (1970-е; архитекторы М. Н. Круглов, Б. Л. Топаз, Ю. С. Хлебников; инженеры М. Б. Кривицкий, Д. П. Абрамов, Б. С. Зубрович)[7][8]

## Транспорт
- Станция метро «Улица 1905 года» Таганско-Краснопресненской линии.
- Станция метро "Беговая "Таганско-Краснопресненской линии и железнодорожная платформа «Беговая» Смоленского (Белорусского) направления МЖД.
- Автобусы м6, 39, 64, 423, 869, С43, т35, т79.